# Хоз, Кортни
Ко́ртни Пол Дункан Хоз (англ. Kortney Paul Duncan Hause; род. 16 июля 1995, Гудмэйз, Большой Лондон) — английский футболист бермудского происхождения, защитник клуба «Астон Вилла».

## Клубная карьера

### Ранние годы
В 16 лет присоединился к академии «Вест Хэм Юнайтед», выступая до этого за местный клуб «Лейквью». Был основным игроком «Вест Хэм Юнайтед» (до 16 лет), в том числе в 2010 году принимал участие в турне по Бермудским островам. В конце 2011 года после окончания академии подписал студенческий контракт с «Бирмингем Сити» присоединившись к одноклубнику Чарли Адамсу.

### «Уиком Уондерерс»
Проведя всего несколько месяцев в бирмингемской команде, в феврале 2012 года Хоз подписал контракт с молодежной командой «Уиком Уондерерс». Уже в июле Кортни подписал свой первый профессиональный контракт с Уикомом.  3 ноября 2012 года он дебютировал на профессиональном уровне, выйдя на замену в проигранном матче Кубка Англии против «Крю Александра».  В сезоне 2013/14 стал постоянным игроком ротации «Уикома», пока в ноябре 2013 года не получил перелом лодыжки.

### «Вулверхэмптон Уондерерс»
31 января 2014 года Хоз подписал контракт с «Вулверхэмптон Уондерерс» на два с половиной года, сумма трансфера не сообщалось.
В июле 2014 года «волки» согласовали аренду Хоза в клуб первой лиги «Джиллингем» до января 2015 года. В ничейном матче против «Суиндон Таун» он забил свой первый гол за «Джиллингем». В ноябре 2014 года его аренда была прекращена, когда «волки» отозвали его из команды он провёл в общей сложности 17 матчей. 13 декабря 2014 года в победном встрече против «Шеффилд Уэнсдей» он дебютировал за «Вулверхэмптон Уондерерс».
После ухода Ричарда Стирмана в «Фулхэм» Хоз стал главной игроком в защите «волков». 24 октября 2015 года в проигранном матче против «Мидлсбро» Кортни получил разрыв подколенного сухожилия, из-за которого пропустил около шести недель. 10 декабря 2016 года в матче против «Фулхэма» он забил свой первый гол за «Вулверхэмптон Уондерерс».
В апреле 2018 года подписал новый трехлетний контракт, заключив соглашение до лета 2021 года.  7 января 2019 года Хоз был до конца сезона арендован клубом «Астон Виллой», в условия аренды входил пункт о возможности выкупа игрока.  12 января 2019 года дебютировал за «Астон Виллу» в проигранном матче против «Уиган Атлетик».  13 марта 2019 года в победном поединке против «Ноттингем Форест» забил свой первый гол за Виллу.

### «Астон Вилла»
17 июня 2019 года после выхода в Премьер-лигу, «Астон Вилла» объявила, что воспользовалась возможностью выкупа защитника. Сумма трансфера составила 3 миллиона фунтов стерлингов.  25 сентября 2021 года единственный гол Кортни на 88-й минуте матча против «Манчестер Юнайтед» помог его команде выиграть.
22 августа 2022 года на правах аренды стал игроком клуба «Уотфорд».